# Melati Dua
Melati Dua is een bestuurslaag in het regentschap Serdang Bedagai van de provincie Noord-Sumatra, Indonesië. Melati Dua telt 14.855 inwoners (volkstelling 2010).